# Tajihi no Shima
Tajihi no Shima (多治比嶋, [[[624]] - 701] Erro: {{japonês}}: texto da transliteração contém caractere não latino (pos 17) (ajuda), também conhecido como Ishitsukuri no Miko), foi um nobre que viveu no Período Asuka da história do Japão.
Pertenceu ao Clã Tajihi. Era filho de Prince Kamu-uye-ha (Mariko). A família de Tajihi no Shima reivindicava a descendência do Imperador Senka (que reinou entre 535 e 539), portanto, deveria ser chamado de príncipe como seu pai. Embora na geração de Shima a família já estivesse reduzida a um status de plebeu.
Shima serviu os seguintes imperadores: Tenmu (684 - 686), Imperatriz Jitō (686 - 697) e Monmu (697 - 701).
Em 684 Shima ingressa na corte quando o  Imperador Tenmu lhe concede o mais alto nome do Hasshiki no kabane, Mabito (Mahito). Sendo designado Vice-rei do Dazaifu, indo residir na ‎ província de Tsukushi (esta antiga província posteriormente se desmembrou nas antigas províncias de Chikuzen e Chikugo). 
Shima foi nomeado Udaijin em 690 durante o reinado da Imperatriz Jitō e poucos meses antes de morrer (701) foi promovido a Sadaijin pelo Imperador Monmu.
| Precedido por Soga no Akae     | 4º Sadaijin (701)      | Sucedido por Isonokami no Maro |
| Precedido por Nakatomi no Kane | 5º Udaijin (690 - 700) | Sucedido por Abe no Miushi     |